# Pädagogische Hochschule Esslingen
Die Pädagogische Hochschule Esslingen war eine 1811 gegründete Pädagogische Hochschule in Esslingen am Neckar (Baden-Württemberg). Sie wurde im Jahre 1984 geschlossen.

## Geschichte
In Esslingen am Neckar wurde am 20. Mai 1811 das erste württembergische „Schullehrerseminar“ gegründet. Zu seinem ersten Rektor wurde Bernhard Gottlieb Denzel ernannt, der sich an der Reformpädagogik Johann Heinrich Pestalozzis orientierte. 1933 wurde das Seminar aufgelöst und am 5. Mai 1935 mit einer einheitlichen Regelung der Volksschullehrerausbildung in Deutschland durch eine Hochschule für Lehrerbildung ersetzt. 1942 wurde die akademische Lehrerbildung wieder abgeschafft und durch eine Lehrerbildungsanstalt abgelöst. Ab 1947 wurde die Einrichtung zeitweise als „Pädagogisches Institut“ bezeichnet. Am 1. Oktober 1950 wurde diese Benennung zur amtlichen Bezeichnung. 1952 wurde ein Werklehrerseminar angegliedert. 1958 beschloss der Landtag von Baden-Württemberg die Errichtung von Pädagogischer Hochschulen und im Vollzug dieses Gesetzes wurde am 29. Mai 1962 die „Pädagogische Hochschule Esslingen“ eröffnet. Die Hochschule hatte einen simultanen Charakter, sie erhielt 1971 durch das Gesetz über die Rechtsstellung der Pädagogischen Hochschulen den Status einer wissenschaftlichen Hochschule und 1979 wurde ihr das Promotionsrecht (Dr. päd.) verliehen.
Mit Ablauf des 31. März 1984 wurde die Pädagogischen Hochschulen Esslingen und Lörrach nach dem Willen des Landtags von Baden-Württemberg geschlossen.

## Bekannte Dozenten und Studenten
- Friedrich Bay, Student, Biologe
- Otto Borst, Professor für Geschichte
- Frieder Gadesmann, Dozent für Evangelische Theologie und Religionspädagogik
- Heinz Grosch, Professor für Evangelische Theologie und Religionspädagogik
- Herbert Gutschera, Professor für Katholische Theologie und Religionspädagogik
- Christian Ferdinand Friedrich Hochstetter, Professor, Botaniker
- Erich Keller, nationalsozialistischer Theologe und Philosoph
- Adalbert Neuburger, Pädagoge, später Rektor der PH Schwäbisch Gmünd
- Carl Georg Gottlob Nittinger (1807–1874), Lehramtsstudent, Mediziner
- Ulrich Schmidhäuser, Professor für Philosophie und Rektor
- Helmut G. Schütz, Professor für Kunstpädagogik